# Sonallah Ibrahim
Sonallah Ibrahim (în arabă صنع الله ابراهيم; n. 24 februarie 1937, Cairo, Egipt – d. 13 august 2025, Cairo, Egipt) a fost un scriitor egiptean. Este un romancier egiptean exponent al curentelor de stânga și unul dintre scriitorii controversați, mai ales după refuzul său de a primi Premiul Forumului Cairo pentru creativitate în ficțiune arabă în 2003, care este acordat de Consiliul Suprem al Culturii. A fost închis timp de mai bine de cinci ani din 1959 până în 1964 în contextul unei campanii lansate de Gamal Abdel Nasser împotriva stângii egiptene.

## Biografie
Sonallah Ibrahim s-a născut la 24 februarie 1937 la Cairo. Tatăl său era un funcționar public din clasa de mijloc; Mama lui, dintr-un mediu sărac, fusese asistentă angajată pentru a avea grijă de prima soție paralizată a tatălui său. Ibrahim a intrat la Universitatea din Cairo pentru a studia dreptul în 1952. Acolo s-a alăturat Mișcării Democrate Marxiste pentru Eliberare Națională (DMNL sau HADITU: Harakat Al-Taharur Al-Watani Al-Dimuqratia الحركة الديمقراطية للتحرر الوطنى). În ciuda sprijinului DMNL pentru lovitura de stat condusa de Nasser, Nasser a trecut la reprimarea comuniștilor la sfârșitul anilor 1950 pe fondul tensiunilor cu Irak-ul lui Abdul-Kareem Qassem precum și URSS. Ibrahim, arestat în 1959, a primit o pedeapsă de șapte ani de închisoare de la un tribunal militar. A fost eliberat în 1964, cu ocazia vizitei lui Nikita Hrușciov în Egipt pentru inaugurarea marelui baraj de la Aswan. În 1968, Ibrahim a fost unul dintre intelectualii egipteni care au contribuit la revista literară de avangardă Galerie 68.
În 1968, Ibrahim a părăsit Egiptul. A lucrat o perioadă în Berlinul de Est înainte de a călători la Moscova, unde a studiat limba rusă și producția de filme. Întors în Egipt în 1974, s-a angajat din nou să scrie. În Al-Lajnah (1981; Comisia), a satirizat politica de „deschidere” (infitāḥ în arabă: انفتاح) a lui Anwar el-Sadat (أنور السادات), care a descentralizat economia și a deschis Egiptul investițiilor străine, dar nu a reușit să reducă cenzura. Din cauza acelei cenzuri, romanul a trebuit să fie publicat în Liban.

## Contribuțiile literare
Ibrahim a contribuit in mod activ la popularizarea curentului realist in romanele arabe. Romanele sale sunt de obicei relatate la persoana întâi, pe un ton rece, obiectiv, asemănător cu un reportaj de presă care imită realitatea. In multe dintre romanele sale, există extrase din ziare, reviste sau paragrafe din cărți pentru a evidenția punctele de vedere ale diferitelor personaje. Temele sale principale par să fie importanța rezistenței la influența mega-puterilor politice care încearcă să invadeze economic lumea a treia prin multe căi, inclusiv companiile transcontinentale. La fel, se pune foarte mult accent pe relațiile socio-economice dintre diferitele personaje încercând expunerea acestor contradicții și utilizarea lor în construirea firului narativ al romanului. O alta temă explorată extensiv de Ibrahim (mai ales in romanele târzii) este relația occident-orient și interacțiunea la nivel uman a conceptelor, prejudecăților, stereotipurilor și reperelor morale. Ibrahim de multe ori în romanele sale aduce față în față personaje complexe din orient și occident, făcându-le să interacționeze explorând propriile convingeri despre celălalt pe parcursul romanelor. 
Câteva dintre lucrările lui Ibrahim explorează, de asemenea, modul în care repetiția și atenția meticuloasă la detalii pot fi folosite pentru a examina temele inocenței copilăriei, plictiselii și frustrarea sexuală. În romaul sau, Voyeurism (în arabă التلصص), naratorul își povestește amintirile din copilărie pe când trăia cu tatăl său într-un apartament mic și modest. Descriind fiecare parte a unei acțiuni banale, cum ar fi agățarea unei haine sau gătitul de ouă, naratorul își exprimă curiozitatea și naivitatea copilăriei față de lumea adulților din jurul său. În Gheață (în arabă الجليد), repetarea extinsă a actelor intime, cu aceeași atenție atomică la detalii, indică plictiseala și frustrarea naratorului față de viața de student străin în Rusia sovietică. 

### Acel miros (în arabă تلك الرائحة) - 1971
Această nuvelă este prima operă a lui Ibrahim, plasată în timpul domniei lui Gamal Abdel Nasser, este despre un tânăr scriitor egiptean care fusese prizonier politic; este eliberat și reflectă asupra vieții de stradă atât înainte și după ce a fost arestat făcând deseori comparații și observând diferențele la nivel micro a schimbărilor regimului Nasser ca reacție la războiul de 6 zile din 1967.

### Steaua lui August (în arabă نجمة أغسطس) - 1974
Steaua lui august este primul roman de Ibrahim, publicat în 1974 de Dar Al-Huda pentru Editură și Distribuție, în 270 de pagini. Este a doua operă fictivă a lui Sanallah și cea mai artistică și experimentală dintre aceste lucrări, mai degrabă o experiență ce ar fi meritat – dacă ar fi fost destinată să-și atingă scopul – să devină unul dintre semnele reînnoirii în romanul arab. și arta ficțională în general. Sanallah Ibrahim a ales ca subiect principal pentru romanul său finalizarea proiectului de construcție a Barajului Înalt de la Aswan, prin care a prezentat mărturii artistice despre epocă și eveniment și a monitorizat transformările sociale.

### Comisia (în arabă اللجنة) - 1981
A fost publicată în prima sa ediție în 1981 de către editura Dar Al-Kalima din Beirut, iar evenimentele sale gravitează în jurul unei entități misterioase și de control, formată dintr-un grup de oameni influenți, pe care autorul o numește „Comisia”.
Eroul romanului caută să intre în grațiile comisiei în diverse moduri, atunci când i se acordă dreptul să-i întâlnească. Eroul se pregătește exemplar pentru această întâlnire. Discuția are loc între protagonist și comisie, iar influența și puterea acestei comisii devin clare. Eroul este umilit în mod repetat în timpul discuției, dar continuă încercările de a intra în grațiile membrilor. Membrii comisiei îi cer să cerceteze și să scrie despre o figură arabă proeminentă. Începe misiunea și în timpul căutării, ajunge la „Doctor”, o persoană misterioasă care se află și în spatele multor evenimente regionale și internaționale.
Eroul romanului face descoperiri interesante, fiind supus unei serii lungi de teste ce au fost greu de rezolvat, iar această călătorie de cercetare l-a determinat și să comită o crimă.
Romanul este considerat ca fiind o critică adusă concentrării puterilor în mâinile unui grup restrâns neales democratic și care se folosește de puterea acumulată pentru a înainta anumite interese personale.

### Beirut Beirut (în arabă بيروت بيروت) - 1984
Romanul acoperă prima jumătate a războiului civil libanez precum și cauzele sale. Romanul este relatat la persoana întâi detaliind cronicile unui jurnalist egiptean ce călătorește la Beirut pentru a-și căuta un editor pentru cartea sa. Este surprins când sediul editurii este aruncat în aer în urma unui atentat, iar proprietarul acestei Edituri este în străinătate. Apoi întâlnește o actriță și un regizor și începe să scrie comentariile pentru un documentar despre războiul civil. Prin el, scriitorul pictează un tablou viu al Beirutului și locuitorii acestuia jonglează între viață și moarte. 
La un moment dat în cadrul romanului, jurnalistul se aventurează în Beirut unde este răpit de către miliții. El este adus în fața comandantului acelei miliții (aluziile la fostul președinte al partidului Falangelor și ulterior președinte al Libanului pentru o perioadă scurtă de timp in 1982, Bachir Gemayel, sunt extrem de puternice) unde se discută intens pe alocuri despre identitate și rolul ei în societate. Comandantul face apologia crimelor comise de către milițiile sale susținând dreptul la autoapărare ca justificare pentru apărarea unei identități sub asediu.    
Se folosește de roman pentru a examina impactul războiului civil asupra societății libaneze și se concentrează pe detaliile vieții de zi cu zi, pe suferința trăită de poporul libanez. Ideea comentariului audio la un film care tratează războiul civil a fost, de asemenea, o metodă inovatoare în narativă, prin care a putut să descrie și să documenteze multe fapte istorice, astfel că romanul a devenit o operă solidă de cercetare și un roman adesea invocat.

### Dhat (în arabă ذات) - 1992
Evenimentele romanului gravitează în jurul poveștii de viață a unui personaj feminin, Dhat, și monitorizează schimbările sociale și economice care au avut loc de la revoluția egipteană din 1952 până la sfârșitul anilor 1980. A fost dintre primele romane care au alocat spații largi așa numitor firme conforme cu standardele Sharia musulmana. Aceste firme (cum ar fi Al-Saad, Al-Rayyan) nu au fost altceva decât scheme financiare piramidale care s-au răspândit în anii 1980 și s-au soldat cu pierderi estimate la 10 miliarde de dolari. 

### Sharaf (în arabă شرف) - 1997
Sharaf este un roman aparținând literaturii penitenciarelor, publicat în 1997 de câtre Dar Al-Hilal. A fost clasificat drept al treilea cel mai bun roman în lista celor mai bune o sută de romane arabe.
Romanul este împărțit în patru părți:
În prima parte, Ashraf, sau Sharaf, așa cum îi spune mama lui, intră în închisoare după ce l-a ucis pe Al-Khawaja (un turist străin) care a încercat să-l violeze pe Sharaf (sau cum se va folosi în cadrul expersii juridice din roman: Să-i încalce onoarea. De unde și numele romanului care înseamnă și "Onoarea" în arabă). În închisore, Sharaf încearcă să ințelegă lumea nouă și noile legi care guvernează relațiile dintre deținuți, dintre deținuți și gardieni precum și relațiile cu persoanele din afară închisorii. 
A doua parte este povestea lui dr. Ramzi, care este închis într-un dosar de luare de mită. Această parte este mai mult documentară decât literară, în care Ramzi dezvăluie crimele companiilor multinaționale, în special ale companiilor farmaceutice, împotriva lumii a treia și a oamenilor săi. Partea aceasta se bazează foarte mult pe cazul Stanley Adams vs. Hoffman-LaRoche în cartea sa Roche vs. Adams.
A treia parte este o piesă de teatru scrisă de Ramzi pentru a fi prezentată în închisoare la sărbătoarea din 6 octombrie. În această piesă, Sonallah Ibrahim prezintă diferitele transformări prin care a trecut Egiptul de la Nasser, prin Sadat și terminând cu Mubarak.
În cea de-a patra și ultima parte, autorul dezvăluie chipul uman al prizonierilor, în special al celor cu pedepse lungi. Romanul se termină fără un final anume, un final deschis.

### Warda (în arabă وردة) - 2000
În acest roman, reporterul idealist Rushdy o întâlnește pe încântătoarea Warda la o întâlnire clandestină de stânga la sfârșitul anilor 1950. Soarta lor ar fi legată pentru totdeauna. După ce Warda dispare, Rushdy încearcă s-o caute dar pierde legătura complet. După 25 de ani, Rushdy reușește să găsească jurnalele ei și într-o încercare de a descoperi locul în care se află, se aventurează în Oman, unde descoperă rolul de gherilă al lui Warda într-o revoltă regională de stânga și implicarea secretă în revoluții cu ecouri în întreaga lume. Încetul cu încetul, Rushdy descoperă adevărul despre Warda – și angajamentul solemn făcut de ea care a determinat-o să aleagă viața pe care a trăit-o.
Romanul acoperă o perioadă istorică mai puțin cunoscută a revoltelor de sorginte marxistă în Yemen și Oman (1963 - 1976) precum și a luptelor interne dintre diferitele facțiuni comuniste din Yemenul de sud în anii 1980.

### Amricanly (în arabă أمريكانلى) - 2003
Acest roman reflectă viața politică, socială și culturală a societății americane prin observațiile de zi cu zi ale unui profesor universitar egiptean, Shukry, care predă un curs legat de civilizația arabo-islamică la o universitate din San Francisco. Romanul se distinge prin bogăția sa în detalii, evenimente cotidiene și multitudinea de personaje. Este un roman al paradoxurilor, contradicțiilor și picturilor mozaice și un roman al disparității de clasă într-o țară care revendică democrația. Descoperim personaje complexe cu multe legături etnice, emigranți, minorități etnice latino, indiene, amerindiene și asiatice, care se opun războiului nuclear, apărători ai mediului, susținători ai statului palestinian sau dușmani ai acestuia, susținători ai autorității islamice, apărători ai drepturilor civile.
Americanly poate însemna în arabă atât americănisme sau așa cum a apărut pe coperta cărții în limba araba Amri kana li (arabă أمري كان لي) care înseamnă deciziile mele îmi aparțin. Varianta Amricanly a fost folosită în lumea arabă în anii ce au urmat celui de al Doilea Război Mondial pentru a desemna influxul de produse americane de calitate îndoielnică ce au inundat piața mondială atunci (așa cum explică însuți Shukry într-o discuție în cadrul romanului). 

### Jurnalul oazelor (în arabă يوميات الواحات) - 2005
Este o relatare personală extrem de sinceră legată de experiența lui Ibrahim în închisorile regimului Nasser între 1959 și 1964. Ibrahim detaliază în acest roman împrejurimile apartenenței sale la mișcarea comunistă în Egipt și a adoptării ideilor acesteia. În închisoare, a trăit multe evenimente și a întâlnit multe figuri marcante ale gândirii și literaturii la acea vreme. A fost, de asemenea, o perioadă importantă de contemplare și gândire care l-a determinat să devină scriitor. A început să noteze tot ce vedea și trăia. Hârtiile de pachete de țigări au fost materialul de hârtie prețios care i-a permis să-și noteze gândurile. Această experiență amară a dus la un jurnal extrem de bogat, care este o mărturie despre închisorile anilor 1960 și o istorie detaliată a stângii egiptene.

### Voyeurism (în arabă التلصص) - 2007
Ibrahim se întoarce la copilăria lui examinând cu o curiozitate aproape inocentă lumea așa cum este percepută de un copil. Se depune un efort consistent pentru a reda din cotidianul vieții în perioada monarhistă în Egipt (înainte de 1952).
El descrie toate evenimentele și toate detaliile minuscule din viața de zi cu zi și menționează condițiile politice, sociale, economice și culturale. Alocă spații consistente sistemul de educație din societatea egipteană și printr-o descriere fidelă a vieții oamenilor, a suferinței lor și a împrejurărilor lor cu schimbările politice și repercusiunile lor asupra situației economice și a valurilor de scumpiri și inflația economică, naratorul, care este un voyeur, nu a renunțat la această trăsătură inerentă. Prin utilizarea copilului ca observator, Ibrahim a reușit să-l transforme într-un voyeur în toate spațiile în care era prezent, chiar și la tatăl și surorile sale. Este un etnograf care monitorizează mișcările societății și ale indivizilor.

### Turbanul și Pălăria (în arabă العمامة والقبعة) - 2008
Publicat de Dar Al-Mustaqbal Al-Arabi în 2008, romanul tratează în caz particular evenimentele și impactul avut asupra Egiptului a expediției franceze din 1798, când armata franceză condusă de Napoleon Bonaparte ocupă Egiptul având ca sursă de inspirație cartea lui Abd al-Rahman al-Jabarti „Minunile antichităților în biografii și știri” (în arabă: عجائب الآثار في التراجم والأخبار). Romanul poate fi privit ca fiind un dialog dintre Orient și Occident și consecințele ciocnirii lor.
Romanul începe la 22 iulie 1798, povestit la persoana întâi de un student la Universitatea Al-Azhar, elev al lui Al-Jabarti (profesor la Al-Azhar), ne spune vestea înfrângerii armatei mameluce sub conducerea lui „Murad Bey” în bătălia de la Imbaba, iar apoi eforturile lui „Ibrahim Bey” și mamelucii săi și cei ai oamenilor de rând care i s-au alăturat, de a organiza o apărare disperată pentru a-i opri pe francezi la Bulaq. Francezii intră în Cairo sub conducerea lui „Sari Askar Bonabarta” (în arabă: ساري عسكر بونابرطه Comandatul ostilor, Bonaparte), fluturând pliante în care scria că „Sari Askar Bonabarta” respectă religia islamică, îi sfințește pe profetul Mahomed și Coranul, că sunt mai pioși decât mamelucii și că poartă straie orientale (turban și caftan). Evenimentele romanului încep de fapt sub forma unor memorii scrise de elevul lui Al-Jabarti despre întâmplările zilnice pe durata celor 3 ani.Jurnalul eroului e plin de detalii legate de perioada expediției franceze în Egipt. Memoriile respective dezvăluie o societate egipteană în criză și mai ales categoriile sociale nevoite să colaboreze cu regimul francez admirat și urât în egală măsură. Îi urmărim pe comercianții care exploatează criza pentru a scumpi mărfuri și pe cei din clasele influente ale căror unică preocupare este să-și protejeze influența și să exploateze valul patriotismului atâta timp cât este favorabil intereselor lor. Contradicția trăită de francezii înșiși, care tocmai ieșise dintr-o revoluție sângeroasă care cerea libertate, fraternitate și egalitate, doar pentru a se trezi pe post de ocupanți și criminali care servesc ambițiile lui Bonaparte. Există și haosul moral răspândit prin sosirea și stăpânirea străinilor, care reprezintă o preocupare pentru toți adversarii conviețuirii dintre civilizații. Între erou și o tânără (Pauline) din ocupanți se dezvoltă o relație de dragoste.
„În romanul său, Sanallah Ibrahim invocă imaginațiile și evenimentele trecutului pentru a susține două procese în prezent: Un proces al personalității arabe care încă tânjește după renaștere dar este departe de aceasta și un al doilea proces a spiritului imperialist și a culturii contemporane a globalizării care încearcă să domine celelalte popoare, ceea ce de fapt a reprezentat acea aventura a lui Napoleon în Orient (Expediția Franceză fiind una dintre manifestările timpurii ale colonialismului occidental). Este un proces ale cărui capitole rămân în desfășurare chiar și cu sfârșitul capitolelor romanului. Autorul ne reamintește în mod intenționat cât de complexe sunt aceste probleme și cât de adânc înrădăcinate și intersectate sunt interesele. În romanul său, el ne lasă suspendați între două fapte contradictorii și fundamentale: cât de diferiți și discordanți suntem în virtutea raselor, credințelor și intereselor și cât de asemănători și apropiați suntem în virtutea apartenenței noastre la aceeași rasă și ființă umană. la mila acelorași emoții și sentimente. Noi, după cum indică titlul romanului, toți purtăm acoperiri pentru cap. Unii dintre noi îl numesc turban... iar pentru alții, este pur și simplu o pălărie.”

### Legea franceză (în arabă القانون الفرنسي) - 2008
Ibrahim se întoarce la personajul său din romanul Americanly, profesorul Egiptean Shukry, care participă la două conferințe în Franța. Romanul are legătură cu romanul antecedent (Turbanul și Pălăria). Aflăm că de fapt romanul antecedent (Turbanul și Pălăria) se bazează pe un manuscris găsit de profesorul Shukry în Cairo și de existența unui al doilea manuscris găsit în Franța de urmașii lui Pauline. Există diferențe între cele 2 manuscrise și romanul dezbate pe lângă alte teme dacă nu cumva unul dintre manuscrise e un fals.
Prima conferință a fost despre campania lui Napoleon împotriva Egiptului și o trecere în revistă a punctelor de vedere pe această temă. Sunt cei care o consideră începutul renașterii în Egipt și sunt cei care o consideră o campanie colonială al cărei scop era exploatarea Egiptului.
A doua conferință a avut loc pentru a discuta despre o lege care a fost prezentată în Parlament și aprobată pe motiv că perioada colonială franceză din Africa și Asia ar trebui să fie lăudată și nu jignită, deoarece a adus cultură și prosperitate popoarelor colonizate.

### Gheață (în arabă الجليد) - 2011
Ibrahim continuă călătoria sa în istorie și geografie invocând din nou personajul său consacrat deja, profesorul egiptean Shukry în 1973, dar de data aceasta ca fiind un doctorand la o universitate din Moscova. vedem cum Shukry, interacționează cu diferitele naționalități pe care le-a întâlnit acolo. Prin această experiență, pe care a trăit-o el însuși, Ibrahim urmărește detaliile vieții cotidiene și istoria socială a societății ruse din acea perioadă, pentru a-l face pe cititor conștient de motivele interne din spatele prăbușirii Uniunii Sovietice și pentru a sublinia că o astfel de viață ar duce în mod natural la prăbușirea completă, lucru care s-a și întâmplat. Alegerea anului 1973 a fost o alegere potrivită căci în acel an, Egiptul a purtat războiul său major împotriva Israelului, subliniind impactul său asupra diasporei egiptene.

### Berlin 69 (în arabă برلين 69) - 2014
Ibrahim continuă seria de romane inspirate din viața sa personală cu Berlin. Orașul este văzut prin ochii unui jurnalist egiptean, obosit și plictisit de ritmul monoton al vieții cotidiene în 1969 în Berlinul de Est. Romanul este dominat de două sentimente contradictorii: plictiseala cu o oarecare monotonie sau abundență de detalii și descrieri și, în același timp, fascinația față de o lume inexistentă de data aceasta la periferia lumii comuniste (spre deosebire de romanul Gheață, care a încercat să surprindă pulsul în inima lumii comuniste).
Romanul poate fi considerat ca fiind o continuare a romanului Gheață dar este însoțit de o doză crescută de plictiseală, exprimând și explicând stilul de viață din această țară sub comunism.

### 1967 (roman) - 2017
În acest roman complex, Ibrahim încearcă să surprindă efectele dezastroase ale statului polițienesc al lui Nasser asupra vieții egiptenilor prin ochii unui jurnalist tânăr frustrat de blocajele din viața sa plutind în derivă. 
Romanul a fost scris în lunile ce au urmat dezastrosului război de 6 zile in 1967 dintre Egipt și Israel dar a fost refuzat de multiple edituri pentru conținut explicit. Decizia lui Ibrahim de a-l publica la 50 de ani așa cum a fost scris ne poate arăta o parte din dezvoltarea personală a stilului lui Ibrahim pe lângă faptul că surprinde starea de spirit a unei părți din clasa de mijloc egipteană și relația complexă ale acelei clase cu Nasser.

### 1970 (roman) - 2020
Romanul surprinde ultimul an din viața lui Nasser. Împărțit în nouă capitole din Ianuarie până-n Septembrie, Naratorul este nimeni altul decât Nasser, reflectând la cele mai importante și proeminente evenimente din Egipt și lumea arabă din anul 1970. Romanul tratează o prezentare a naturii evenimentelor politice, sociale și artistice care au predominat în acea perioadă. Folosind flashback-uri pentru unele evenimente anterioare și importante, precum înființarea ofițerilor liberi, criza canalului Suez din 1956, războiul din Yemen și războiul din 1967, războiul de uzură și lupta dintre diferite facțiuni pentru putere în Egipt.
Evenimentele romanului încep în prima zi a lunii ianuarie 1970, cu o trecere în revistă a primului eveniment din acel an în ziarele epocii: „Un raid israelian asupra orașului iordanian Irbid se soldează cu unsprezece iordanieni morți, din care șase copii”. Iar „Rezistența palestiniană”. răspunde cu "operațiuni specifice în Galilee”, iar romanul se încheie pe 29 Septembrie din același an, ziua în care Nasser a încetat din viață.

## Operă
- تلك الرائحة [Tilka al-rāʾiḥah] (1966). Included in The Smell of It & Other Stories, trans. Denys Johnson-Davies (1971); also retranslated in That Smell & Notes from Prison, trans. Robyn Creswell (New Directions, 2013).
- نجمة أغسطس [Najmat Aghustus] (1974). The Star of August.
- اللجنة [al-Lajnah] (1981). The Committee, trans. Charlene Constable and Mary St. Germain (Syracuse University Press, 2001).
- بيروت بيروت [Bayrut, Bayrut] (1984). Beirut, Beirut, trans. Chip Rossetti (Bloomsbury Qatar, 2014).
- ذات [Dhat] (1992). Zaat, trans. Anthony Calderbank (American University in Cairo Press, 2001).
- شرف [Sharaf] (1997). Honor.
- Cairo: From Edge to Edge (1999). A portrait of Cairo with photographer Jean-Pierre Ribière.
- وردة [Warda] (2000). Warda, trans. Hosam Aboul-Ela (Yale University Press, 2021).
- أمريكانلى [Amrikanli] (2003). Amricanly.
- يوميات الواحات [Yawmiyyat al-Wahat] (2005). Diaries of Oasis Prison.
- التلصص [al-Talassus] (2007). Stealth, trans. Hosam Aboul-Ela (Aflame Books, 2010; New Directions, 2014).
- العمامة والقبعة [al-ʿImama wa- al-Qubbaʿa] (2008). The Turban and the Hat, trans. Bruce Fudge (Seagull Books, 2022.)
- القانون الفرنسي [al-Qanun al-Faransi] (2008). The French Law.
- الجليد [al-Jalid] (2011). Ice, trans. Margaret Litvin (Seagull Books, 2019).
- برلين 69 [Berlin 69] (2014).
- 1967 [1967] (2017).
- 1970 (2020). 1970: The Last Days, trans. Eleanor Ellis (Seagull Books, 2023).

Ca traducător
- العدو (The Enemy) by James William Drought